# العلاقات التوفالية الناوروية
العلاقات التوفالية الناوروية هي العلاقات الثنائية التي تجمع بين توفالو وناورو.

## مقارنة بين البلدين
هذه مقارنة عامة ومرجعية للدولتين:
| وجه المقارنة                                              | توفالو                         | ناورو                          |
| --------------------------------------------------------- | ------------------------------ | ------------------------------ |
| المساحة (كم2)                                             | 26                             | 21                             |
| عدد السكان (نسمة)                                         | 11.19 ألف                      | 10.08 ألف                      |
| الكثافة السكانية (ن./كم²)                                 | 43.04 ألف                      | 48.00 ألف                      |
| العاصمة                                                   | فونافوتي                       | ضاحية يارين                    |
| اللغة الرسمية                                             | اللغة التوفالوية، لغة إنجليزية | اللغة الناورونية، لغة إنجليزية |
| العملة                                                    | دولار توفالو                   | دولار أسترالي                  |
| الناتج المحلي الإجمالي (بليون دولار)                      | 39.73 مليون                    | 113.88 مليون                   |
| الناتج المحلي الإجمالي (تعادل القوة الشرائية) بليون دولار | 38.93 مليون                    | 162.98 مليون                   |
| الناتج المحلي الإجمالي الاسمي للفرد دولار أمريكي          | 3.29 ألف                       | 9.83 ألف                       |
| الناتج المحلي الإجمالي للفرد دولار أمريكي                 | 3.77 ألف                       |                                |
| مؤشر التنمية البشرية                                      |                                |                                |
| رمز المكالمات الدولي                                      | +688                           | +674                           |
| رمز الإنترنت                                              | .tv                            | .nr                            |
| المنطقة الزمنية                                           | ت ع م+12:00                    | ت ع م+12:00                    |

## منظمات دولية مشتركة
يشترك البلدان في عضوية مجموعة من المنظمات الدولية، منها:
| علم المنظمة | اسم المنظمة                                 | تاريخ انضمام توفالو | تاريخ انضمام ناورو |
| ----------- | ------------------------------------------- | ------------------- | ------------------ |
|             | يونسكو                                      | 21 أكتوبر 1991      | 17 أكتوبر 1996     |
|             | بنك التنمية الآسيوي                         | 1993                | 1991               |
|             | منظمة حظر الأسلحة الكيميائية                | ?                   | ?                  |
|             | الاتحاد البريدي العالمي                     | ?                   | ?                  |
|             | الاتحاد الدولي للاتصالات                    | 15 أغسطس 1996       | 10 يونيو 1969      |
|             | الأمم المتحدة                               | 5 سبتمبر 2000       | 14 سبتمبر 1999     |
|             | مجموعة دول أفريقيا والكاريبي والمحيط الهادئ | ?                   | ?                  |
|             | تحالف الدول الجزرية الصغيرة                 | ?                   | ?                  |
|             | دول الكومنولث                               | ?                   | ?                  |